# Leo Spitzer
Leo Spitzer (Viena, 7 de febrero de 1887 – Forte dei Marmi, Viareggio, 16 de septiembre de 1960) fue un romanista e hispanista austriaco, uno de los principales representantes del idealismo lingüístico y la estilística.

## Biografía
Hizo estudios en Berlín y Halle. Prosiguió en Viena formándose en lenguas clásicas y filología románica con el neogramático Wilhelm Meyer-Lübke y se doctoró en 1910; después, en 1913, fue nombrado privatdozent de la Universidad de Viena; llegó a dominar además diez lenguas modernas. Durante la Primera Guerra Mundial trabajó en la oficina de censura austriaca, donde aprovechó su interminable lectura de cartas de prisioneros de guerra italianos para analizar los procedimientos de circunloquio; marchó a Bonn en 1920; fue profesor ordinario en la Universidad de Marburgo (1925) y de allí marchó a Colonia en 1930; En 1933, al llegar al poder Hitler, fue despedido por su origen judío y abandonó la Alemania nazi marchándose a Estambul, en cuya universidad fundó y desarrolló el programa de enseñanza de lenguas modernas; de allí marchó a los Estados Unidos en 1936, donde se dedicó a la docencia como catedrático de Lenguas Románicas de la Universidad Johns Hopkins durante el resto de su vida.
Spitzer se consagró al estudio de la literatura; en ella volcó una erudición poco común, pero en la línea del idealismo lingüístico preconizado por Karl Vossler; destacó sobre todo como un genio de la estilística. En sus comentarios de textos se dejó llevar por una bien guiada intuición para establecer patrones comunes que veía en los rasgos lingüísticos de los textos que analizaba; de esta manera consiguió enlazar la lingüística con la literatura a través de la estilística. A este método lo llamó «principio del círculo filológico». Spitzer publicó numerosos artículos y ensayos en inglés, francés y alemán, y como hispanista resultan especialmente valiosas sus contribuciones al estudio de Juan Ruiz y Miguel de Cervantes. Entre sus obras más importantes destacan La enumeración caótica de la poesía moderna (1945) y Lingüística e historia literaria (1955).

## El círculo filológico
Leo Spitzer presenta el método llamado "círculo filológico", de carácter inductivo, así como su idea del método como un "procedimiento habitual de la mente". Hay unas operaciones previas a la aplicación del "círculo filológico", que son "Leer y releer, paciente y confiadamente, intentando impregnarse completamente de la atmósfera de la obra". Spitzer describía el análisis del texto como un proceso circular que, iniciado por una impresión global de lectura atenta, procedía después a través del desmenuzamiento detallado de rasgos y figuras según niveles, hasta establecer la conclusión como corroboración, más o menos modificada, de aquella impresión primera.